# Buda (Texas)
Buda es una ciudad ubicada en el condado de Hays en el estado estadounidense de Texas. En el Censo de 2010 tenía una población de 7.295 habitantes y una densidad poblacional de 524,8 personas por km².

## Geografía
Buda se encuentra ubicada en las coordenadas 30°5′3″N 97°50′43″O / 30.08417, -97.84528. Según la Oficina del Censo de los Estados Unidos, Buda tiene una superficie total de 13,9 km², de la cual 13,88 km² corresponden a tierra firme y (0,11%) 0,02 km² es agua.

## Historia
El pueblo se llamó Du Pre desde su fundación, en 1881, hasta 1886, cuando las autoridades supieron que ya existía Du Pre en el estado de Illinois. A partir de entonces pasó a llamarse Buda, al parecer en referencia a la dueña de la celebrada posada del pueblo, la viuda de Carrington. A esta se la conocía en español como la viuda. Los tejanos escribieron Buda, pues suena como viuda.

## Demografía
Según el censo de 2010, había 7.295 personas residiendo en Buda. La densidad de población era de 524,8 hab./km². De los 7.295 habitantes, Buda estaba compuesto por el 84,48% blancos, el 2,88% eran afroamericanos, el 0,42% eran amerindios, el 1,19% eran asiáticos, el 0,04% eran isleños del Pacífico, el 7,81% eran de otras razas y el 3,17% pertenecían a dos o más razas. Del total de la población el 35,37% eran hispanos o latinos de cualquier raza.